# Simon Jeppsson
Simon Jeppson (født 5. juli 1995 i Lund, Sverige) er en svensk håndboldspiller som spiller for SG Flensburg-Handewitt og Sveriges herrehåndboldlandshold.
Han deltog under EM i håndbold 2020 i Sverige/Østrig/Norge.